# King-James-Bibel

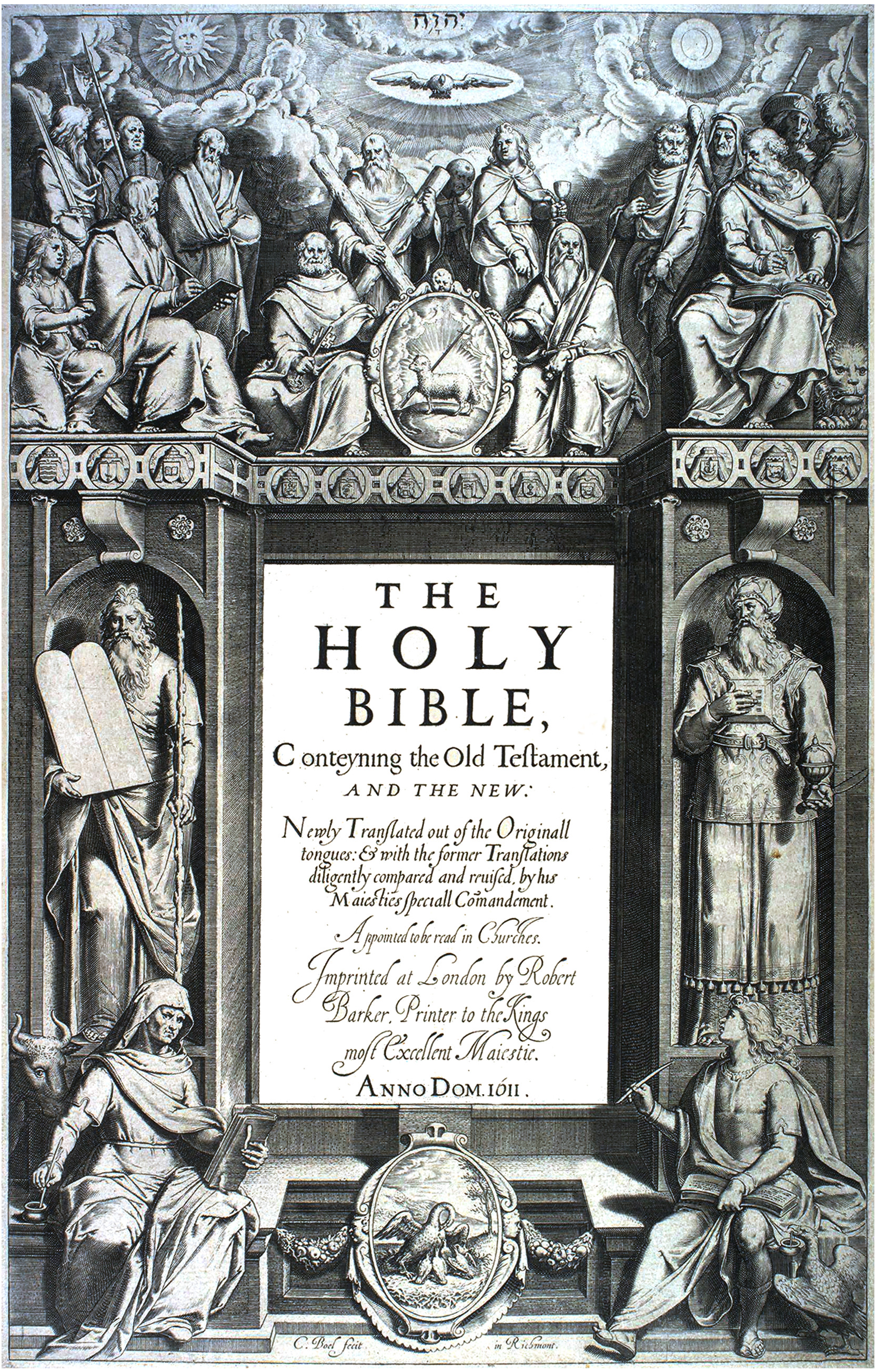
Frontispiz der 1611 erschienenen Erstausgabe

Die King-James-Bibel (KJB; engl. King James Version (KJV), King James Bible (KJB) und Authorized Version (AV)) ist eine englische Übersetzung der Bibel. Sie wurde im Auftrag von König Jakob I. von England für die Anglikanische Kirche erstellt. Daher rührt auch der Name King-James-Bibel, denn King James ist die englischsprachige Form von König Jakob. Seit ihrer Erstveröffentlichung im Jahre 1611 ist sie die einflussreichste englischsprachige Übersetzung der Bibel. In der Folgezeit wurden sieben Auflagen herausgegeben; die 1769 entstandene wird bis heute fast ausschließlich verwendet.

## Ursprung
Die KJB entstand aufgrund der protestantischen Lehre, dass nicht die Auslegung durch Kirchenobere, sondern die Bibel selbst die Grundlage christlicher Lehre sei („Sola scriptura“). Um jedem Christen den Zugang zur Schrift zu ermöglichen, wurde infolge der Reformation die Übersetzung der Bibel in die jeweilige Volkssprache erforderlich. Zwar hatte es schon im Frühmittelalter – bevor die Katholische Kirche begann, nur noch die Lateinische Bibel zuzulassen – Übersetzungen von Teilen der Bibel ins Angelsächsische gegeben. Danach waren im Hochmittelalter wieder (mittelenglische) Übersetzungen biblischer Bücher entstanden, die ab etwa 1380 von John Wyclif überarbeitet und zu einer Vollbibel zusammengestellt wurden. Die erste Übersetzung der Bibel ins (frühe) Neuenglische, die von dem evangelischen Theologen William Tyndale angefertigte Tyndale-Bibelübersetzung, wurde 1534, also etwa 80 Jahre vor dem Erscheinen der KJB, abgeschlossen. Zwei Jahre später musste William Tyndale seine Übersetzungs- und Veröffentlichungsarbeit mit dem Leben bezahlen. Seine Übersetzung, von ihm selbst und von seinen Nachfolgern mehrmals revidiert und ergänzt, war zwar offiziell verboten, bildete jedoch schließlich faktisch die Grundlage für die 1538 von König Heinrich VIII. in Auftrag gegebene Great Bible sowie für die Erarbeitung der King-James-Bibel von 1611.
Die englische Kirche benutzte vorerst die offiziell sanktionierte „Bishops’ Bible“, die allerdings in der Bevölkerung kaum benutzt wurde. Beliebter war die „Genfer Bibel“, die auf der Grundlage der Tyndale-Übersetzung in Genf unter dem direkten Nachfolger des Reformators Johannes Calvin für dessen englische Anhänger entstanden war. Deren Fußnoten vertraten jedoch einen calvinistischen Puritanismus, der König Jakob zu radikal war. Besonders der dezidiert antiroyalistische Ton der Genfer Bibel war für König Jakob I. unerträglich, denn er war strenger Verfechter des Gottesgnadentums. Die Übersetzer der Genfer Bibel hatten an die vierhundert Mal das Wort König mit Tyrann übersetzt – in der KJB findet sich das Wort Tyrann nicht ein einziges Mal.
Für sein Projekt berief König Jakob im Jahre 1604 eine Synode am Hampton Court Palace ein, wo er eine neue Übersetzung vorschlug, welche die populäre Genfer Bibel ersetzen sollte. Den Übersetzern wurde dabei angetragen, der Lehre der anglikanischen Kirche zu folgen sowie polemische Fußnoten zu unterlassen. Unter anderem verlangte er:
- der „Bishop’s Bible“ soweit möglich zu folgen und bei Namen biblischer Personen dem Alltagsgebrauch zu folgen;
- traditionellem kirchlichen Brauch zu folgen und das Wort church („Kirche“) nicht durch congregation („Gemeinde“) zu ersetzen;
- Fußnoten nur zur Worterklärung zu verwenden;
- den Text der Übersetzung im Konsens aller Übersetzer zu finden;
- bei Uneinigkeit weitere Gelehrte heranzuziehen.

Die Übersetzung wurde von 47 Gelehrten, aufgeteilt in eine Reihe von Arbeitsgruppen, erstellt. Jede Gruppe arbeitete an einem Bibelabschnitt, die anschließend miteinander harmonisiert wurden.
Die Arbeitsgruppen waren:
- First Westminster Company (1. Buch Mose bis 2. Buch der Könige): Lancelot Andrewes, John Overall, Hadrian Saravia, Richard Clarke, John Laifield, Robert Tighe, Francis Burleigh, Geoffry King, Richard Thompson, William Bedwell.
- First Cambridge Company (1. Buch der Chronik bis Hohelied): Edward Lively, John Richardson, Lawrence Chaderton, Francis Dillingham, Roger Andrews, Thomas Harrison, Robert Spaulding, Andrew Bing.
- First Oxford Company (Jesaja bis Maleachi): John Harding, John Reynolds, Thomas Holland, Richard Kilby, Miles Smith, Richard Brett, Daniel Fairclough.
- Second Oxford Company (die vier Evangelien, die Apostelgeschichte und die Offenbarung des Johannes): Thomas Ravis, George Abbot, Richard Eedes, Giles Tomson, Henry Savile, John Peryn, Ralph Ravens, John Harmar.
- Second Westminster Company (die Briefe des Neuen Testaments): William Barlow, John Spencer, Roger Fenton, Ralph Hutchinson, William Dakins, Michael Rabbet, Thomas Sanderson.
- Second Cambridge Company (Die Apokryphen oder deuterokanonischen Bücher): John Duport, William Brainthwaite, Jeremiah Radcliffe, Samuel Ward, Andrew Downes, John Bois, John Ward, John Aglionby, Leonard Hutten, Thomas Bilson, Richard Bancroft.

## Literarische Qualität
Sowohl die Prosa als auch die Poesie der KJB werden traditionell geschätzt; der Wandel der englischen Sprache seit ihrer Veröffentlichung lässt den Text dem modernen Leser jedoch archaisch erscheinen. Verbreitete sprachliche Anachronismen sind die Pronomen thou, thee, thine, thy, thyself (2. Person Singular du, dich, dein; modernes Englisch verwendet you, your, yours, yourself). (Allerdings benutzte die Übersetzung eine Sprachform, die schon 1611 erhaben und poetisch geklungen haben muss und nicht mehr der Alltagssprache entsprach. Die Übersetzer entschieden sich in mehrerlei Hinsicht für konservative Varianten, wenn im frühen 17. Jahrhundert mehrere nebeneinander gebraucht wurden: so benutzten sie konsequent die archaische Endung der 3. Person Singular Präsens im Verb, -eth, neben der auch schon die heute allein übliche Endung -(e)s vorkam, wie etwa in den zeitgenössischen Werken Shakespeares – dort sogar vorwiegend.)
Eine sprachliche Eigenheit ist die Verwendung der besitzanzeigenden Genitivform, z. B. sein (des Tieres) Blut, die im Mittelenglischen his blood, im Neuenglischen its blood hieße. Die etwas ältere Übersetzung von William Tyndale, die entstand, als der Übergang vom Mittelenglischen zum Neuenglischen gerade in vollem Gange war, umging dieses Problem durch Verwendung der Form the blood thereof („das Blut davon“), die in beiden Sprachformen möglich ist. Die KJB folgte dieser inzwischen als „biblisch“ empfundenen Ausdrucksform.
Teilweise wurden allerdings auch weder his noch its verwendet, sondern die Substantive wurden wie im Deutschen einem Geschlecht zugeordnet, sodass auch das Wort her manchmal zulässig wurde: And the stars of heaven fell unto the earth, even as a fig tree casteth her untimely figs, when she is shaken of a mighty wind (Offenbarung 6,13).
Die Übersetzer der KJB scheuten sich nicht, heute als anstößig empfundene Wendungen zu benutzen, wenn die wörtliche Übersetzung dies verlangte (1. Samuel 25,22: So and more also do God unto the enemies of David, if I leave of all that pertain to him by the morning light any that pisseth against the wall). Fast alle neueren englischen Bibeln (und auch die meisten deutschen) setzten in solchen Fällen Euphemismen ein, die dem Originaltext nur ungenau entsprechen. Die Miniatur-Bibel von Franz Eugen Schlachter aus dem Jahr 1905 und die Revision von 1951 sowie die Zürcher Bibel haben ebenfalls diese Übersetzung.
Die Übersetzer benutzten den masoretischen Text für das Alte und den von Erasmus von Rotterdam veröffentlichten Textus receptus für das Neue Testament. Ihnen gelang eine sehr textnahe Übersetzung; im Ursprungstext nicht vorhandene, sondern nur implizierte Wörter wurden durch eckige Klammern oder Kursivdruck gekennzeichnet, in den frühen Ausgaben durch Antiqua innerhalb des gotischen Fließtextes. Im Neuen Testament ist die Übersetzung kaum zu beanstanden. Im Alten Testament jedoch zeigen viele Übersetzungsformen, dass die Übersetzer das hebräische Vokabular und die Strukturen der hebräischen Grammatik nur unvollkommen verstanden – die christliche Hebraistik steckte noch in ihren Anfängen.

## Ausgaben
Neue Ausgaben der KJB weichen in folgenden Punkten von der Erstausgabe ab:
- Die ursprünglich in die KJB aufgenommenen Apokryphen und Deuterokanonischen Bücher fehlen meistens. Diese Auslassung folgt der Lehre der anglikanischen Kirche, die jene Bücher als nicht göttlich inspiriert ansieht.
- Die Erstausgabe enthielt eine Reihe von Textalternativen, wenn keine Einigkeit über die Lesart des Originaltextes besteht. Diese Varianten sind gewöhnlich nicht mehr enthalten; nur die amerikanische Cornerstone UltraThin Reference Bible, von Broadman and Holman herausgegeben, enthält sie heute noch.
- Die Erstausgabe hatte Anmerkungen, wenn ein Textabschnitt Zitat eines anderen ist oder einen direkten Bezug darstellt. Diese Anmerkungen sind selten in modernen Ausgaben enthalten.
- Die ursprüngliche Widmung der Übersetzung an König James I. findet sich heute noch in britischen, seltener in anderen Ausgaben.
- Eine Einleitung der Übersetzer, die ihre Arbeit rechtfertigen und ihre Absichten und Methoden darlegen, fehlt heute in fast allen Ausgaben.
- Die umfangreichen Anhänge der Erstausgabe, z. B. über Kalenderberechnung, fehlen in den modernen Ausgaben.
- Der Drucksatz der Erstausgabe verwendete „v“ für das kleingeschriebene „u“ und „v“ am Wortanfang, und „u“ für „u“ und „v“ im Wort. Das „s“ im Wortinneren wurde durch „ſ“ (Langes s) dargestellt. Das „j“ kam nur nach „i“ oder als letzter Buchstabe in Römischen Zahlen vor. Satzzeichen waren anders als heute. Der Artikel „the“ wurde durch „ye“ wiedergegeben, welches den mittelenglischen Buchstaben þ („thorn“) durch ein „y“ darstellte. Weiter findet sich „ã“ für die Buchstabenkombinationen „an“ oder „am“ (eine Art Kurzschrift), um enger drucken zu können.

Modernen Ausgaben liegt der 1769 von der Universität Oxford herausgegebene Text zugrunde, der im Original fehlende Wörter durch Kursivdruck kennzeichnete sowie einige Druckfehler und damals bereits anachronistische Ausdrücke modernisierte. Ausdrücke, die erst nach 1769 ungebräuchlich wurden, finden sich dagegen auch in den neuesten Ausgaben der KJB.
Der Originaltext ist in einer Ausgabe von Thomas Nelson und einer kommentierten Ausgabe der Hendrickson Publishers zugänglich.
Die Kirche Jesu Christi der Heiligen der Letzten Tage (landläufig als „Mormonen“ bekannt) veröffentlichte eine Ausgabe, die in Fußnoten Änderungen des Bibeltextes durch den Kirchengründer Joseph Smith und Verweise auf das Buch Mormon und ihre sonstigen heiligen Schriften enthält, und auch eine Ausgabe der Bibel in einem Band mit dem Buch Mormon und den anderen in dieser Kirche vorhandenen heiligen Schriften.

### Wicked Bible
Eine Ausgabe von 1631 enthielt in den Zehn Geboten einen gravierenden Druckfehler: statt Du sollst nicht ehebrechen stand dort Du sollst ehebrechen (Thou shalt commit adultery). Karl I., der eine Auflage von 1000 Exemplaren bei den angesehenen königlichen Druckern Robert Barker und Martin Lucas bestellt hatte, war außer sich und ließ die schon ausgegebenen Exemplare (der Fehler wurde erst Monate nach dem Druck entdeckt) wieder einsammeln und verbrennen. Nur wenige Exemplare entgingen dem und sind als Sündenbibel (Wicked Bible) bekannt und begehrte Sammlerobjekte. Heute gibt es noch fünfzehn bekannte Exemplare, von welchen sich zwei in Privatbesitz befinden. Bei einer Versteigerung erlöste ein gut erhaltenes Exemplar 2020 99.500 Dollar. Die Drucker wurden zu einer sehr hohen Strafe von 300 Pfund verurteilt und verloren ihre Lizenz.

## Rezeption
Obwohl die KJB die „Bishops’ Bible“ als offizielle Bibel der anglikanischen Kirche ersetzen sollte, ist kein expliziter Erlass bekannt. Dennoch setzte sich die KJB im gottesdienstlichen Gebrauch durch.
In breiten Bevölkerungsschichten wurde die Genfer Bibel lange vorgezogen; bis zum englischen Bürgerkrieg blieb sie in Gebrauch. Danach galt ihr Gebrauch als politisch problematisch, da sie die vergangene Ära des Puritanismus vertrat. Die KJB erlangte weite Verbreitung und Beliebtheit.
Ende des 19. Jahrhunderts bekam die King James Version zum ersten Mal wieder Konkurrenz. 1881 erschien das Neue Testament und 1885 das Alte Testament der sogenannten Revised Version. Diese basiert im Neuen Testament größtenteils auf dem griechischen Text der Ausgabe The New Testament in the Original Greek von Westcott und Hort. Sehr ähnlich dazu, aber nicht identisch ist die American Standard Version, die 1900 und 1901 erschien.
Moderne Übersetzungen der Bibel nutzen teilweise auf neuen Manuskriptfunden basierende Ausgangstexte. Dadurch ergeben sich einige auch inhaltliche Abweichungen zwischen der KJB und neueren Übersetzungen; diese werden von einer Minderheit der konservativen Christen, vor allem in den USA, als Verfälschung der „wahren“ Bibel angesehen und abgelehnt. Im angelsächsischen Sprachraum gibt es bestimmte Kreise unter dem Namen King-James-Only-Movement, die nur die King-James-Bibel anerkennen. Ein Teil dieser Anhänger akzeptiert ausschließlich diese Übersetzung als inspiriertes Wort Gottes. Die Mehrheit der amerikanischen konservativen Protestanten nutzt allerdings heute die „New International Version“ der Bibel, eine verhältnismäßig freie moderne Übersetzung. Ferner erfreut sich dort die „New King James Version“ (NKJV, Erstausgabe 1982) großer Beliebtheit, die die heute teilweise ungewohnte Satzstellung der KJB beibehalten hat, lediglich heute ungebräuchliche Wörter durch moderne ersetzt und als eine der wenigen aktuellen Bibelübersetzungen im NT nach dem Textus receptus revidiert wurde.
Die literarische Qualität und der sprachliche Einfluss der King-James-Bibel hat dazu geführt, dass im Bahaitum die Übersetzungen der Schriften Baha'u'llahs ins Englische seit  Shoghi Effendi am Stil der King-James-Bibel orientiert sind. Als Beispiel mag diese Übersetzung eines Verborgenen Wortes dienen:

“O SON OF MAN! I loved thy creation, hence I created thee. Wherefore, do thou love Me, that I may name thy name and fill thy soul with the spirit of life.”

## Urheberrecht
Im Vereinigten Königreich unterliegt die KJB einem dauernden Urheberrecht des Staates; dies im Wesentlichen, um sie als offizielles Dokument der Staatskirche unter dauernden Schutz zu stellen. Britische Ausgaben erfordern daher eine Lizenz der Regierung oder der Universitäten von Oxford oder Cambridge, welche die Druckrechte besitzen. Kommentierte Bibeln fallen nicht unter diesen Schutz. In allen anderen Staaten ist die KJB gemeinfrei, darf also von jedermann in jeder beliebigen Weise genutzt werden.